# Rezerwat przyrody Bór Wąkole im. prof. Klemensa Kępczyńskiego
Rezerwat przyrody Bór Wąkole im. prof. Klemensa Kępczyńskiego – leśny rezerwat przyrody w województwie kujawsko-pomorskim utworzony na mocy Rozporządzenia Wojewody Kujawsko-Pomorskiego z dnia 2 października 2001 roku w celu zachowania ze względów naukowych, dydaktycznych i krajobrazowych powierzchni leśnej – boru z jałowcami na wydmach śródlądowych. Obszar rezerwatu podlega ochronie czynnej.

## Położenie
Rezerwat „Bór Wąkole” położony jest w gminie Lipno w powiecie lipnowskim na obszarze Nadleśnictwa Dobrzejewice.

## Charakterystyka
Jest to jeden z najstarszych i ostatnich fragmentów drzewostanów sosnowych z bogatym podszytem jałowca na obszarze wydm. Wysokość najstarszych sosen dochodzi do 25 metrów. Ich wiek oceniany jest na ponad 120 lat. 
Do osobliwości tego terenu należą cenne gatunki roślin chronionych. Można tu spotkać widłaki (jałowcowaty, goździsty, spłaszczony), sasankę otwartą, goździka piaskowego, mącznicę lekarską. 
Szczególną atrakcję stanowią wyjątkowe walory przyrodniczo-krajobrazowe tego sosnowo-jałowcowego boru, wybitnie duże nagromadzenie silnych, zdrowych egzemplarzy jałowca, naturalny układ roślinności na wydmie i ciekawy wygląd pokrzywionych sosen.